# Fizzer
Fizzer — компьютерный многовекторный червь созданный для кражи данных и подключения удалённого доступа к компьютеру жертвы. Был обнаружен 8 мая 2003 года и обновлялся 7 августа того же года. Является первым в мире червём, созданным для получения прибыли.

## Распространение червя
Червь может распространяться через электронную почту, рассылая письма с вложениями, содержащими вирус. Письма могут иметь различные темы и названия вложений. Получатели письма генерируются случайным образом через адресные книги Outlook и Windows Address Book.
Вирус также может распространяться через файлообменник KaZaA, создавая свои копии в директорию загруженных файлов.

## Схема работы
Для подключения удалённого доступа к устройству червь использует список каналов IRC. Ещё он запускает сервера HTTP, Telnet и подобные для тех же целей. Помимо этого, он закрывает все процессы, содержащие в названии определённые комбинации символов, тем самым прерывая работу диспетчера задач, антивируса и некоторых других процессов. Вирус записывает все нажатия клавиш в файл iservc.klg, действуя как кейлоггер. Создаются ещё несколько файлов и запускаются несколько скриптов, содержащие настройки для червя.